# Компенсувальні пристрої
Компенсува́льні при́строї — це установки, призначені для компенсації ємнісної або індуктивної складової змінного струму. 
Елемент електричної мережі. Умовно їх поділяють на пристрої: 
а) для компенсації реактивної потужності, споживаної навантаженнями і в елементах мережі (поперечно включаються батареї конденсаторів, синхронні компенсатори, синхронні двигуни і тому подібні пристрої);
б) для компенсації реактивних параметрів ліній (поздовжньо включаються батареї конденсаторів, поперечно включаються реактори і т.д.)

## Конденсаторні установки
Як додаткове джерело реактивної потужності, який направляється на забезпечення споживача реактивної потужністю, понад ту кількість, яку можливо і доцільно отримати від енергосистеми, і від синхронного двигуна наявних на підприємстві встановлюються конденсаторні батареї (КБ). 
Електроустановка, призначена для компенсації реактивної потужності. 
Конструктивно являє собою конденсатори, зазвичай з'єднані за схемою «трикутник» і розділені на декілька ступенів з різною ємністю, і пристрій керування ними. 
Пристрій управління найчастіше здатний автоматично підтримувати заданий коефіцієнт потужності на потрібному рівні перемиканням числа включених в мережу «банок».
Додатково конденсаторна установка може містити в собі фільтри вищих гармонік.
Для безпечного обслуговування кожен конденсатор установки забезпечується розрядним контуром для зняття залишкового заряду при відключенні від мережі.
Перевагами конденсаторів як компенсаторів реактивної потужності є низькі втрати активної потужності (порядку 0,3 0,4% Вт / вар), відсутність рухомих частин і невибагливість в обслуговуванні. 
До їх недоліків можна віднести неможливість плавного регулювання реактивного опору, оскільки комутація дає тільки ступеневу зміну сумарної ємності.

## Синхронні двигуни
Є елементами «пасивної» компенсації реактивної потужності, іншими словами, при використанні синхронних замість частини асинхронних двигунів споживана з мережі реактивна потужність зменшується. Це зменшує витрати на компенсацію, але з іншого боку, збільшує загальні витрати на утримання і обслуговування електродвигунів.

## Синхронні компенсатори
Синхронний компенсатор (СК) являє собою синхронний двигун полегшеної конструкції, призначений для роботи на холостому ході. 
При роботі в режимі перезбудження СК є генератором реактивної потужності. Найбільша потужність СК в режимі перезбудження називається його номінальною потужністю. 
При роботі в режимі недозбудження СК є споживачем реактивної потужності. За конструктивним умовам СК зазвичай не може споживати з мережі таку ж реактивну потужність, яку він може генерувати. Зміна струму збудження СК зазвичай автоматизується. 
При роботі СК з мережі споживається активна потужність близько 2-4% від номінальної реактивної потужності.

## Приклад розрахунку конденсаторної установки
Цех заводу обладнаний:
- асинхронний двигун {\displaystyle P_{1}=75}кВт, {\displaystyle \cos \phi _{1}=0,78} — кількість 2 шт;
- асинхронний двигун {\displaystyle P_{2}=35}кВт, {\displaystyle \cos \phi _{2}=0,75} — кількість 2 шт;
- асинхронний двигун {\displaystyle P_{3}=7,5}кВт, {\displaystyle \cos \phi _{3}=0,68} — кількість 5 шт;
- асинхронний двигун {\displaystyle P_{4}=5,5} кВт, {\displaystyle \cos \phi _{1}=0,66} — кількість 3 шт;
- асинхронний двигун {\displaystyle P_{5}=1,5}кВт, {\displaystyle \cos \phi _{5}=0,63} — кількість 6 шт.

Активна потужність цеху складає:
{\displaystyle P=2\cdot P_{1}+2\cdot P_{2}+3\cdot P_{3}+3\cdot P_{4}+6\cdot P_{5}=2\cdot 75+2\cdot 35+5\cdot 7,5+3\cdot 5,5+6\cdot 1,5=283}(кВт)

Реактивна потужність цеху складає:
{\displaystyle Q=\sum S\cdot \sin \phi =\sum (P\cdot \sin \phi )/\cos \phi =(2\cdot P_{1}\cdot \sin \phi _{1})/\cos \phi _{1}+(2\cdot 35\cdot \sin \phi _{2})/\cos \phi _{2}+(5\cdot 7,5\cdot \sin \phi _{3})/\cos \phi _{3}+(3\cdot 5,5\cdot \sin \phi _{4})/\cos \phi _{4}+(6\cdot 1,5\cdot \sin \phi _{5})/\cos \phi _{5}=252}(кВАР)
Звідси, загальна потужність:
{\displaystyle S={\sqrt {P^{2}+Q^{2}}}={\sqrt {283^{2}+252^{2}}}=378}(кВА)
Отже, діючий cosφ в системі:
{\displaystyle \cos \phi =P/S=283/378=0,75}
Бажаний коефіцієнт потужності {\displaystyle \cos \phi =0,95}. З таблиці 1, коефіцієнт {\displaystyle F=0,53}.
Потужність конденсаторної установки складає:
{\displaystyle Q=P\cdot F=283\cdot 0,53=150}(кВАР)
|      | Потрібний cosφ |      |      |      |      |      |      |      |      |      |      |      |
| 0.80 | 0.82           | 0.84 | 0.85 | 0.87 | 0.89 | 0.91 | 0.93 | 0.95 | 0.96 | 0.98 | 1.00 |      |
| 0.30 | 2.43           | 2.48 | 2.53 | 2.56 | 2.61 | 2.67 | 2.72 | 2.78 | 2.85 | 2.89 | 2.98 | 3.18 |
| 0.35 | 1.93           | 1.98 | 2.03 | 2.06 | 2.11 | 2.16 | 2.22 | 2.28 | 2.35 | 2.38 | 2.47 | 2.68 |
| 0.39 | 1.61           | 1.66 | 1.72 | 1.74 | 1.79 | 1.85 | 1.91 | 1.97 | 2.03 | 2.07 | 2.16 | 2.36 |
| 0.44 | 1.29           | 1.34 | 1.39 | 1.42 | 1.47 | 1.53 | 1.59 | 1.65 | 1.71 | 1.75 | 1.84 | 2.04 |
| 0.49 | 1.03           | 1.08 | 1.13 | 1.16 | 1.21 | 1.27 | 1.32 | 1.38 | 1.45 | 1.49 | 1.58 | 1.78 |
| 0.53 | 0.85           | 0.90 | 0.95 | 0.98 | 1.03 | 1.09 | 1.14 | 1.20 | 1.27 | 1.31 | 1.40 | 1.60 |
| 0.58 | 0.65           | 0.71 | 0.76 | 0.78 | 0.84 | 0.89 | 0.95 | 1.01 | 1.08 | 1.11 | 1.20 | 1.40 |
| 0.62 | 0.52           | 0.57 | 0.62 | 0.65 | 0.70 | 0.75 | 0.81 | 0.87 | 0.94 | 0.97 | 1.06 | 1.27 |
| 0.67 | 0.36           | 0.41 | 0.46 | 0.49 | 0.54 | 0.60 | 0.65 | 0.71 | 0.78 | 0.82 | 0.90 | 1.11 |
| 0.72 | 0.21           | 0.27 | 0.32 | 0.34 | 0.40 | 0.45 | 0.51 | 0.57 | 0.64 | 0.67 | 0.76 | 0.96 |
| 0.76 | 0.11           | 0.16 | 0.21 | 0.24 | 0.29 | 0.34 | 0.40 | 0.46 | 0.53 | 0.56 | 0.65 | 0.86 |
| 0.81 |                | 0.03 | 0.08 | 0.10 | 0.16 | 0.21 | 0.27 | 0.33 | 0.40 | 0.43 | 0.52 | 0.72 |
| 0.86 |                |      |      |      | 0.03 | 0.08 | 0.14 | 0.20 | 0.26 | 0.30 | 0.39 | 0.59 |
| 0.90 |                |      |      |      |      |      | 0.03 | 0.09 | 0.16 | 0.19 | 0.28 | 0.48 |
| 0.95 |                |      |      |      |      |      |      |      |      | 0.04 | 0.13 | 0.33 |